# John Shortland (1739–1803)
John Shortland (ur. 1739, zm. 1803) – oficer Royal Navy, urodzony niedaleko Plymouth w Anglii, syn Thomasa Shortlanda. Służył w Royal Navy w latach 1755-1790. Zmarł w Lille we Francji.
Wstąpił do Royal Navy w 1755 roku i jako midszypman służył pod admirałem Edwardem Boscawenem na Nowej Fundlandii, admirałem Johnem Byngiem na Minorce i admirałem George’em Rodneyem w Indiach Wschodnich. Po awansie na porucznika w 1763 r. brał udział w transporcie pomiędzy Wielką Brytanią a Ameryką. Dowodził flotą transportową wiozącą zaopatrzenie na Gibraltar w 1782 r. i po powrocie do miasta Halifax w 1786 został agentem morskim do spraw transportu Pierwszej Floty. Dużą częścią sukcesu wyprawy Pierwszej Floty było skupienie i efektywność, z jakimi Shortland wykonywał swoje obowiązki po tym, jak gubernator Arthur Phillip został zatrzymany w Londynie do 11 maja 1877 r., na dwa dni przed wypłynięciem floty. Shortland wystarał się również o pozwolenie na rejs dla swoich dwóch synów, Johna i Thomasa George'a.
Shortland po opuszczeniu Przylądka Dobrej Nadziei z Phillipem na HMS „Supply” razem z trzema najszybszymi statkami „Alexander”, „Friendship” i „Scarborough” płynął w stronę reszty floty. 17 stycznia 1788 r. pierwsze okręty floty dotarły do Zatoki Botaniczej w Australii. Po zostaniu w Australii do 14 lipca popłynął do Anglii na pokładzie „Alexandra” z pierwszym meldunkiem gubernatora Phillipa dla Ministra Spraw Zagranicznych Francisa Osborne'a, w towarzystwie „Borrowdale”, „Prince of Wales” i „Friendship”.
Podczas podróży do Batavii Shortland odkrył wiele wysp i raf. Nadał nazwę wyspom Treasury, Cieśninie Shortlanda, wyspie Shortland i grupie wysp Shortland. Podczas rejsu do Batavii „Friendship” zatonął u wybrzeży Borneo. Shortland wrócił do Anglii w maju 1789 r. Naciskał na Admiralicję, aby dokładnie nanieść na mapy wschodnie wybrzeże Australii, co poskutkowało wysłaniem przez Ministra Spraw Zagranicznych podróżnika Matthew Flindersa na pokładzie HMS „Investigator”.
W 1790 r. został awansowany na komandora i po dalszej aktywnej służbie przeszedł na emeryturę. Zmarł w 1803 roku w Lille, zostawiając żonę, dwóch synów i dwie córki. Jest często mylony ze swoim synem, Johnem Shortlandem, również znanym żeglarzem. Jedna z takich pomyłek pojawiła się podczas uroczystości odkrycia Hunter River przez syna, a druga podczas 150. rocznicy tego wydarzenia, kiedy Australia Post wypuściła znaczek z twarzą ojca zamiast twarzy syna.

## Bibliography
- Historical Records of New South Wales, vol. 1-4
- Historical Records of Australia, seria 1, vol. 1-2
- J. Hunter, An Historical Journal of the Transactions at Port Jackson and Norfolk Island (Londyn, 1793)
- W. Tench, A Narrative of the Expedition to Botany Bay (Londyn, 1789)
- Memoir of the Public Services of the Late Captain John Shortland, of the Royal Navy', Naval Chronicle, vol. 24, 1810, s. 1–21
- Bonwick transcripts, biography (State Library of New South Wales)